# یابوچنا
یابوچنا (به لاتین: Jabłeczna) یک روستا در لهستان است که در گمینا سواواتچه واقع شده‌است. یابوچنا ۳۲۰ نفر جمعیت دارد.